# Baringin (Lima Kaum)
Baringin is een bestuurslaag in het regentschap Tanah Datar van de provincie West-Sumatra, Indonesië. Baringin telt 14.525 inwoners (volkstelling 2010).